# آلخاس قازاریان
آلخاس آقابکی قازاریان (ارمنی: Ալխաս Աղաբեկի Ղազարյան؛ زادهٔ ۳۰ مارس ۱۹۸۶) یک  سیاستمدار اهل ارمنستان است که از تاریخ ۲۰۲۱ تا تاریخ ۲۰۲۶ سمت نمایندگی دوره هشتم مجلس ملی جمهوری ارمنستان را برعهده داشت.

## زندگی‌نامه
در ۳۰ مارس ۱۹۸۶  در روستای واغاشن به دنیا آمد و از دانشگاه ملی پلی‌تکنیک ارمنستان فارغ‌التحصیل شد. 